# Kostenersatz durch Erben
Kostenersatz durch Erben bezeichnet die in § 102 SGB XII geregelte Verpflichtung der Erben, die an den Erblasser gezahlten Kosten der Sozialhilfe zu erstatten.
Der Anspruch entsteht hierbei mit dem Tod des Leistungsberechtigten oder seines Ehegatten. Grundsätzlich müssen dabei alle in den letzten zehn Jahren vor dem Erbfall gezahlten Leistungen zurückerstattet werden; es gilt hierbei ein Freibetrag von dem Dreifachen des Grundbetrages nach § 85 SGB XII (aktuell seit 1. Januar 2018 2.496 Euro = 6facher Eckregelsatz). Dies gilt nicht für den Leistungsberechtigten selbst, wenn dieser Erbe seines verstorbenen Ehegatten ist. 
Der Erstattungsanspruch des Sozialhilfeträgers gehört rechtlich zu den Nachlassverbindlichkeiten; der Erbe haftet mit dem Wert des zum Zeitpunkt des Erbfalls vorhandenen Nachlasses. Der Anspruch verjährt nach drei Jahren.
Die Entstehung des Anspruchs setzt hierbei voraus, dass Leistungen der Sozialhilfe rechtmäßig gewährt wurden. Hat der Sozialhilfeträger Leistungen materiellrechtlich rechtswidrig geleistet, entsteht dadurch keine Kostenersatzpflicht der Erben; lediglich eine Erstattung nach § 50 SGB X wäre denkbar, wobei der Vertrauensschutz nach § 45 SGB X zu beachten ist. Ein lediglich formaler Fehler ist unbeachtlich. Wurden Leistungen der Sozialhilfe lediglich als Darlehen erbracht, scheidet ein Kostenersatz durch Erben ebenfalls aus.
Eine Geltendmachung des Anspruchs ist in folgenden Fällen nicht möglich:
- Der Wert des Nachlasses liegt unter dem Freibetrag
- Der Wert des Nachlasses liegt unter 15.340 Euro, der Erblasser war ein Verwandter oder der Ehegatte des Erben und dieser hat den Erblasser in häuslicher Gemeinschaft gepflegt
- wenn eine besondere Härte vorliegt. Eine besondere Härte liegt etwa dann vor, wenn der Nachlass auch für die Erben Schonvermögen im Sinne der Sozialhilfe darstellen würde oder wenn der Erbe den Erblasser zwar nicht in häuslicher Gemeinschaft, aber in unmittelbarer Nachbarschaft gepflegt hat. Dass der Nachlass für den Erblasser selbst Teil des Schonvermögens war, spielt aber keine Rolle, ebenso wenig die Tatsache, dass durch eine Schenkung zu Lebzeiten der Kostenersatz hätte umgangen werden können.[1]

Ebenso findet bei Leistungen nach dem 4. Kapitel (Grundsicherung im Alter und bei Erwerbsminderung) kein Kostenersatz durch Erben statt.